# Neurogomphus
Neurogomphus là một chi chuồn chuồn ngô thuộc họ Gomphidae. Nó gồm các loài:
- Neurogomphus dissimilis
- Neurogomphus featheri
- Neurogomphus pinheyi
- Neurogomphus zambeziensis